# 幌南小學校前停留場
幌南小學校前停留場（日语：／ Kōnan-shōgakkō-mae teiryūjō */?）是位於北海道札幌市中央區，屬於札幌市交通局（札幌市電車）山鼻線的鐵路車站。本站與鄰近的「山鼻19條停留場」只相距250公尺，是現存路線中距離最近的兩個車站。

## 歷史
- 1931年（昭和6年）11月21日 - 山鼻西線的二高前開始營業（單線）。
- 1948年（昭和23年）8月24日 - 改稱為柏中學前。
- 1951年（昭和26年） - 「柏中學前」以北雙線化。
- 1954年（昭和29年）7月 - 「柏中學前」～「西線十六條」之間雙線化。
- 1965年（昭和40年）11月1日 - 改稱為山鼻20條。
- 1973年（昭和48年）11月1日 - 改稱為現在的名稱。

## 車站構造
本站的月台配置為2面2線的側式月台。北面的月台為往薄野方向，並設置渡線；南面的月台則是往西4丁目方向。雙方向都連接著行人穿越道。安全區域設置地面融雪系統及有蓋月台。

## 車站周邊
- 札幌市立幌南小學
- 札幌市立柏中學
- 南22条大橋
- NTT 北海道物流中心

## 相鄰停留場
札幌市交通局（札幌市電）
山鼻線
東屯田通（SC14）－幌南小學校前（SC15）－山鼻19條（SC16）

## 外部連結
- 札幌市交通局（日文）